# الدعارة في سلطنة عمان
الدعارة في سلطنة عمان غير قانونية،  وبالرغم من ذلك فهناك عشرات النساء القادمات من أوروبا الشرقية، جنوب آسيا، شمال أفريقيا والصين وينخرطن في الدعارة أو أعمال متعلقة بها داخل البلاد بشكل غير قانوني . ويحصل البغاء بشكل أدق في الحانات والفنادق والنوادي الليلية فضلا عن بيوت الدعارة التي تتخفى وراء التدليك كما أن هناك النوادي الصحية التي تُروج للدعارة بشكل سري. ورغم هذه التجاوزات غير القانونية والتي تخالف التعاليم الإسلامية وعادات وتقاليد المجتمع العماني استطاعت الحكومة العمانية مكافحة هذه الظاهرة السيئة عن طريق التصدي لها وحظر نشاطها غير القانوني، وإصدار قوانين رادعة، ويُعتبر الاتجار بالجنس من الظواهر الخطيرة على بنية المجتمعات لما تخلفه من آثار سلبية على الصحة العامة وعلى تماسك الأسر في المجتمعات.

## الوضع القانوني
في سلطنة عمان وعلى غرار باقي الدول العربية فممارسة الجنس مسموح به فقط في حالة الزواج، أما خارج الزواج فيُعتبر محرم ويُعاقب عليه القانون خاصة إذا ما ارتبط الأمر بحد الزنا أو الخيانة الزوجية.
القانون العماني يُجرم ممارسة الجنس خارج إطار الزواج ويُركز بشكل أدق على النساء حيث قد يتعرضن للسجن ما بين ثلاث إلى خمس سنوات في حالة ما تبث تورطهم في ممارسات جنسية غير شرعية، أما الائي يعشن على عائدات الدعارة فالقانون يعاقبهن بغرامة مالية مع حبس قد يصل إلى ثلاثة أشهر (حسب ما جاء في القانون الجنائي العماني، المادة 221)، بالإضافة إلى ذلك فأي أجنبي يرتكب مخالفات ضد «النظام العام أو الأخلاق الحميدة» أو الذي لا يملك مصدر قانوني للدخل قد يتم ترحيله (حسب ما جاء في القانون 16 لسنة 1995 المادة 31).
بدأت الشرطة تقوم مؤخرا (ابتداء من 2015 تقريبا) بعمليات مداهمة لوكور الدعارة حيث اعتقلت 43 امرأة في عمليات مداهمات في منطقة بوشر في كانون الأول/ديسمبر 2016 ثم عادت لتعتقل أزيد من 100 شخص في وقت واحد وذلك في حملة مداهمات في منطقة الخوير في آب/أغسطس عام 2017.
مئات من النساء القادمات من جنوب شرق آسيا قد تم إلقاء القبض علين بتهمة الدعارة، ثم في تشرين الثاني/نوفمبر 2016 تم إصدار تأشيرات سياحية إلى النساء من جنوب شرق آسيا وذلك لتقييدهم من ممارسة أية نشاطات غير مشروعة. في الفترة ما بين 2014 وآب/أغسطس 2017، تم إلقاء القبض على ما مجموعه 273 شخصا وذلك بتهمة الدعارة أما الحد الأدنى الذي عوقبوا به فكان قضاء 3 سنوات في السجن.

## الاتجار بالجنس
تُعتبر عمان بلد عبور للنساء القادمات من جنوب شرق آسيا وشرق أفريقيا وشمالها حيث تتعرض الكثير منهن للاتجار بالجنس وفي كثير من الأحيان يتم هذا الاتجار من قبل شبكات ومنظمات عمانية.
نُشرت العديد من التقارير غير المؤكدة والتي ادعت بأن العاملات في المنازل من البلدان دون وجود وتمثيل دبلوماسي في عمان أصبحن عرضة للاتجار بالجنس بشكل كبير، كما أن العمال المنزليين الذين يفرون من أرباب العمل هم أيضا عرضة للبغاء القسري.
في الفترة ما بين 1900 و2000، كان يتم الاتجار في الشابات حيث يتم إرسالهن من السلطنة باتجاه الاتحاد السوفياتي مقابل أموال طائلة. في عام 2005 صادقت عمان على اتفاقية حظر العمل القسري التي اقترحتها منظمة العمل الدولية عام 1959، ومنذ ذلك الوقت بات العمال المهاجرين الأجانب يُشكلون نسبة 60% من سكان الدولة لكن مستوى معيشتهم أقل من متوسط مستوى معيشة العمانيين (تصنف عمان على أنها دولة ذات «تنمية بشرية متوسطة» من قبل برنامج الأمم المتحدة الإنمائي)، ويُعاني البلد من مشكلة الاتجار بالبشر حيث يُصنف في «المستوى 2» حسب آخر تقرير صادر من وزارة الخارجية الأمريكية التي تعتمد في تصنيفاتها على معطيات مكتب مراقبة ومكافحة الاتجار بالأشخاص.

### قانون الجزاء العماني يحارب الدعارة
قانون الجزاء العماني؛ يجرم كل من يحاول أن ينشر الدعارة في سلطنة عمان، حيث صدر المرسوم السلطاني رقم 2018/7 والذي يحد من جرائم البغاء والفجور لما يتضمنه من مواد قانونية شملت كافة الجرائم المرتبطة بالدعارة وفرض عليها عقوبة رادعة وفق الآتي:
1- التحريض في مكان عام
فرضت المادة (253) عقوبة السجن مدة لا تقل عن ستة أشهر، ولا تزيد على سنة كل من وجد في مكان عام يحرض المارة على البغاء أو الفجور بالقول أو الإشارة أو بأي وسيلة أخرى
2- المساعدة أوالغواية
المادة (254) قضت بعقوبة السجن مدة لا تقل عن ثلاث سنوات، ولا تزيد على سبع سنوات كل من حرض أو استدرج أو أغرى أو أغوى أو ساعد شخصا بأي وسيلة على البغاء أو الفجور وأدى ذلك إلى ارتكاب الفعل.
3- الإكراه أوالحيلة
نفس المادة 254 قضت بأن تكون العقوبة السجن حتى عشر سنوات إذا ارتكبت الجريمة عن طريق الإكراه أو التهديد أو الحيلة.
4- المعتدى عليه قاصرا
نفس المادة قضت بأن تكون العقوبة السجن حتى عشر سنوات إذا كان المعتدى عليه لم يكمل سن الثامنة عشرة من عمره، أو كان الفاعل من أصوله أو المتولين تربيته أو رعايته أو له سلطة عليه.
5- إدارة الفجور
فرضت المادة (255) عقوبة السجن مدة لا تقل عن سنة، ولا تزيد على ثلاث سنوات، وبغرامة لا تقل عن خمسمائة ريال عماني، ولا تزيد على ألف ريال عماني من أعد أو أدار مكانا للبغاء أو الفجور، أو عاون بأي طريقة في إعداده أو إدارته.
6- صاحب العقار في حال علمه
نفس المادة (255) فرضت عقوبة السجن مدة لا تقل عن سنة، ولا تزيد على ثلاث سنوات، وبغرامة لا تقل عن خمسمائة ريال عماني، ولا تزيد على ألف ريال عماني من كان مالكا لمنزل أو محل، أو مسؤولا عن إدارته، فأجره وهو يعلم أنه سيستعمل للبغاء أو الفجور.
7- العمل والإقامة مع العلم
كما فرضت المادة (255) عقوبة السجن مدة لا تقل عن سنة، ولا تزيد على ثلاث سنوات، وبغرامة لا تقل عن خمسمائة ريال عماني، ولا تزيد على ألف ريال عماني من يعمل أو يقيم في مكان معد للبغاء أو الفجور مع علمه بذلك.
8 – الحماية
فرضت المادة (255) نفس العقوبة السابقة على من كان يعتمد في معيشته أو بعضها على ما يكسبه الغير من ممارسة البغاء أو الفجور تحت حمايته أو بتأثير سيطرته عليه.
9- من يضبط في مكان للبغاء
عاقبت المادة (255) بالسجن مدة لا تقل عن شهر، ولا تزيد على سنة كل منضبط في مكان معد للبغاء أو الفجور بقصد ارتكاب ذلك، وفي جميع الأحوال، يحكم بإغلاق المكان.
10- الممارسة
وأخيرا قضت المادة (256) بعقوبة السجن مدة لا تقل عن سنة، ولا تزيد على ثلاث سنوات كل من مارس البغاء أو الفجور نظير أجر بغير تمييز.